# Мирзаев, Сайдирахман Шаабдиевич
Мирзаев Сайдирахмон Шоабдиевич — гидрогеолог, доктор геолого-минералогических наук, профессор, Заслуженный деятель науки Республики Узбекистан, заместитель председателя Комитета по экологии и рациональному использованию природных ресурсов Верховного Совета Республики Узбекистан.

## Биография
После окончания в 1954 году факультета геологии и разведки Среднеазиатского политехнического института Мирзаев Сайдирахмон работал ассистентом, старшим преподавателем и являлся его директором. В этот период полузасушливый регион стал научно-методическим центром по подсчету ресурсов подземных вод, их использованию и охране в народном хозяйстве. Он успешно защитил кандидатскую диссертацию в 1958 году и докторскую диссертацию в 1970 году.
С 1976 года и до конца жизни заведовал кафедрами «Гидрология», «Улучшение водных ресурсов и сельское водоснабжение» Ташкентского института инженеров ирригации и механизации сельского хозяйства. Работал проректором (зам. — ректор) по научной работе института и все свои знания и энергию посвятил воспитанию трех поколений (http://hm.tiiame.uz/ru/page/esrb.) Результаты исследований, проведенных под руководством Мирзаева Сайдирахмона и при его личном участии в решении проблемы питьевого водоснабжения населения республики, обосновании использования подземных вод для орошения, разработке схемы безупречного использования и охраны водных ресурсов бассейнов Амударьи, Сырдарьи и Аральского моря.
Подземные воды Республики Узбекистан использовались при разработке схемы комплексного использования до 2010 года. Под его руководством были проведены успешные исследования использования легковоспламеняющихся полимерных гидрогелей в сельском хозяйстве для экономии водных ресурсов и повышения плодородия почв. Профессор Мирзаев Сайдирахмон является автором более 250 научных работ, в том числе 30 монографий. Под его руководством подготовлено более 40 кандидатов наук, около 10 докторов наук, которые работают в различных сферах на пути независимости нашей страны и ближнего зарубежья.